# チームガイスト

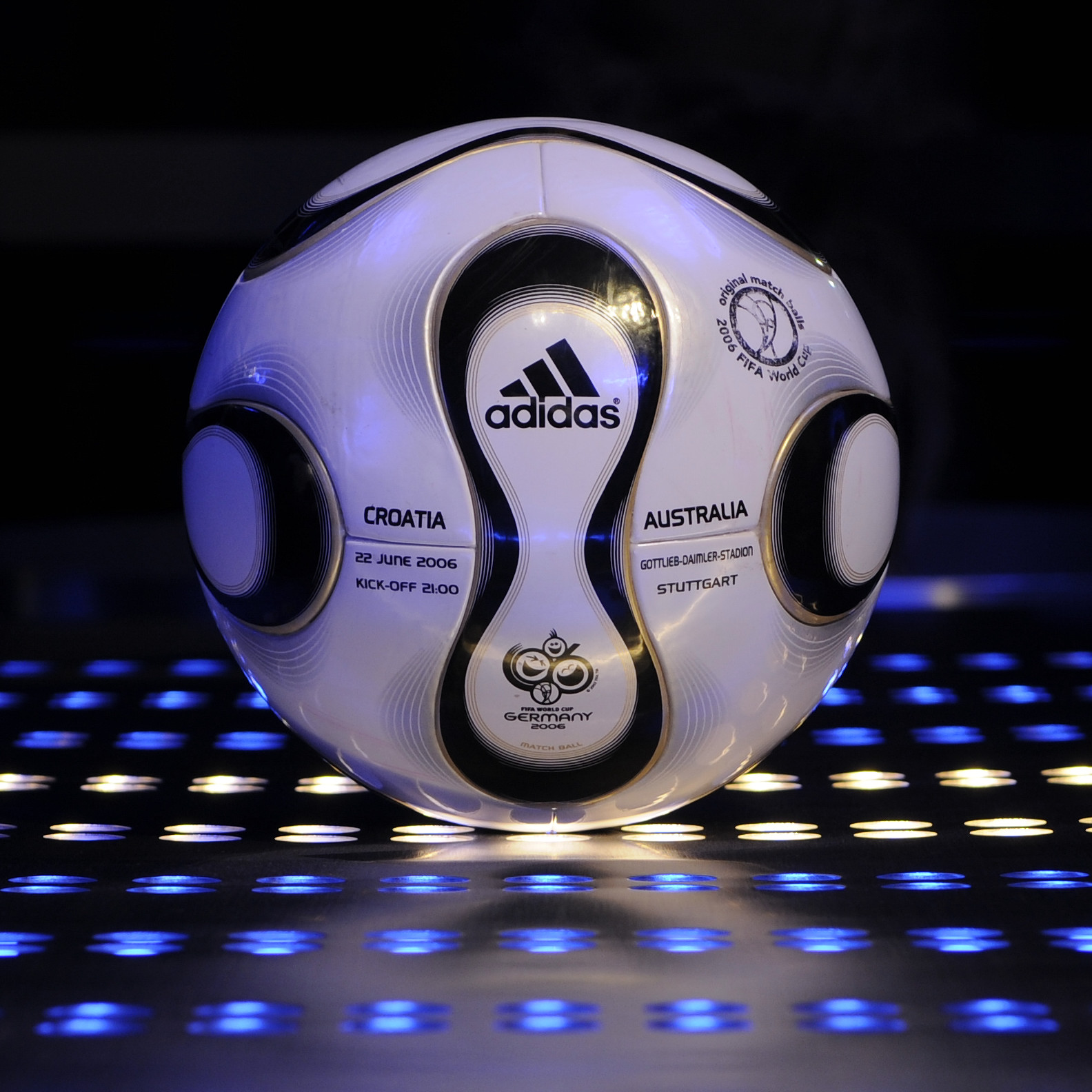
Teamgeist

チームガイスト（+Teamgeist™）はアディダス製のサッカーボールで、2006 FIFAワールドカップの大会公式試合球である。この他にアディダスがエクイップメントを提供しているリーグやクラブでも使われている。正式には「プラス　チームガイスト」という。
ガイスト（geist）とはドイツ語で精神を表し、英語ではspiritに対応する。即ち、teamgeistを英訳すると、Team spirit（チームスピリット）に相応し、これは日本語でも外来語として取り入れられているものに相応する。
本大会の組み合わせ抽選会が行われたライプツィヒで全世界に向けて初めて公開された。
実際にはチームガイストに日本から参画したモルテンから提供された技術が使われ、製品もモルテンからアディダスへOEM供給されている。
また、アディダスがユニフォームを提供しているドイツ、アルゼンチン、フランス、スペイン、日本、トリニダード・トバゴのドイツ大会用のユニフォームの左袖には、チームガイストのロゴがプリントされている。
2007年にはこれを改良した「チームガイストII」が発表され、このボールは北京オリンピックの公式試合球として使われる。

## ボールの特徴
1960年代から近年まで、サッカーボールは表面のデザインを変えつつも五角形の革12枚と六角形の革20枚で構成された切頂二十面体のボールが主流だったが、1999年からプロジェクトが始まったこのボールは以前のボールの形状と全く構造が異なる。その特徴は以下の通りである。
- ボールの外部パネルはプロペラ状のパネル6枚とローター状のパネル8枚の計14枚で構成されており、より真球に近い形状にするためのデザインが施されている。
- サーマルボンディングと呼ばれる、パネル同士を特殊な接着剤と熱によって接着する技術が採用されていて、手縫いのものに比べてボール表面の凹凸がない。この技術はモルテンが開発し、アディダスに技術供与したものである。
- 手縫いではなく機械での生産が可能であり、どのボールもほぼ同一の質を保てる。

このような特徴により、選手個人が持つ技術をそのままボールに伝え、正確なキックを可能にしている。その一方でゴールキーパーにとっては非常にやっかいなボールである（正確な分、軌跡を読みやすいとも言われ、不利はないとの意見もある）。
そのほかの特徴として
- 特殊加工によりデザインの磨耗が少ない。
- 色の基調は黒と白で、これはサッカーボールで伝統的な配色であると同時にドイツ代表チームの伝統的な色である。

といった点が上げられる。
「チームガイストII」にはこれらに加え、「PSCテクスチャー」というマイクロテクスチャー素材を採用して表皮の均一な突起によって水の層を削減し、摩擦やすべりを軽減させることによってボールとシューズの摩擦力・回転数・ボールとの密着性を増加させている。また、色は視認性向上のために白・黒に加え赤もベースにしている。

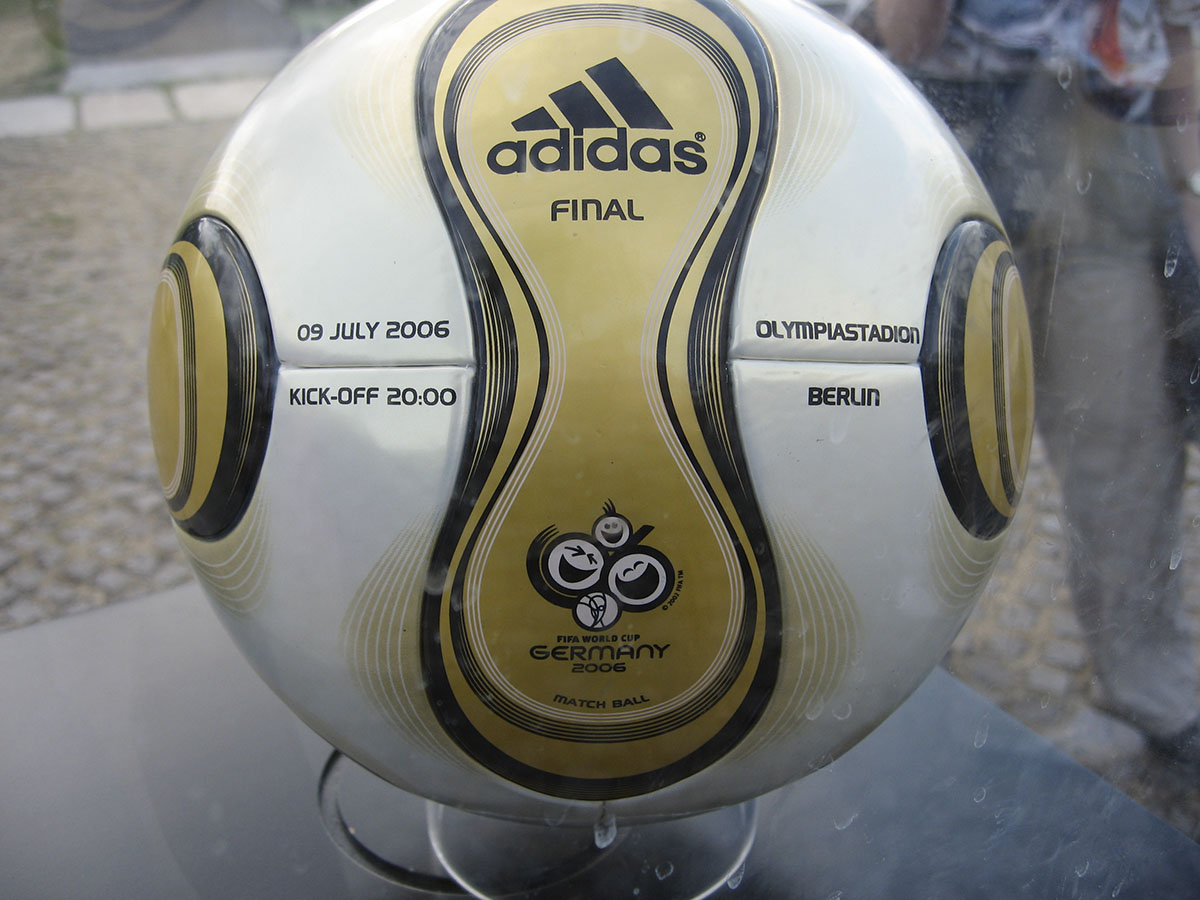
Teamgeist Berlin

### 2006 FIFAワールドカップでの使用
冒頭に述べたとおり、2006 FIFAワールドカップ本大会で採用されているのがこのボールである。出場国32か国には練習用に40球支給され、対戦国・開催場所・日付・キックオフ時間が入った試合球が各試合で9球確保されている。
ワールドカップの使用球にはプロペラ状の部分に金色のふち取りが入っている。また、ベルリンで行われる決勝戦の使用球はTeamgeist Berlinと呼ばれ、他の試合とは異なり全体的に金の色合いのボールが使われる。ドイツ大会の優勝チームは、その後4年間は全試合で使える。

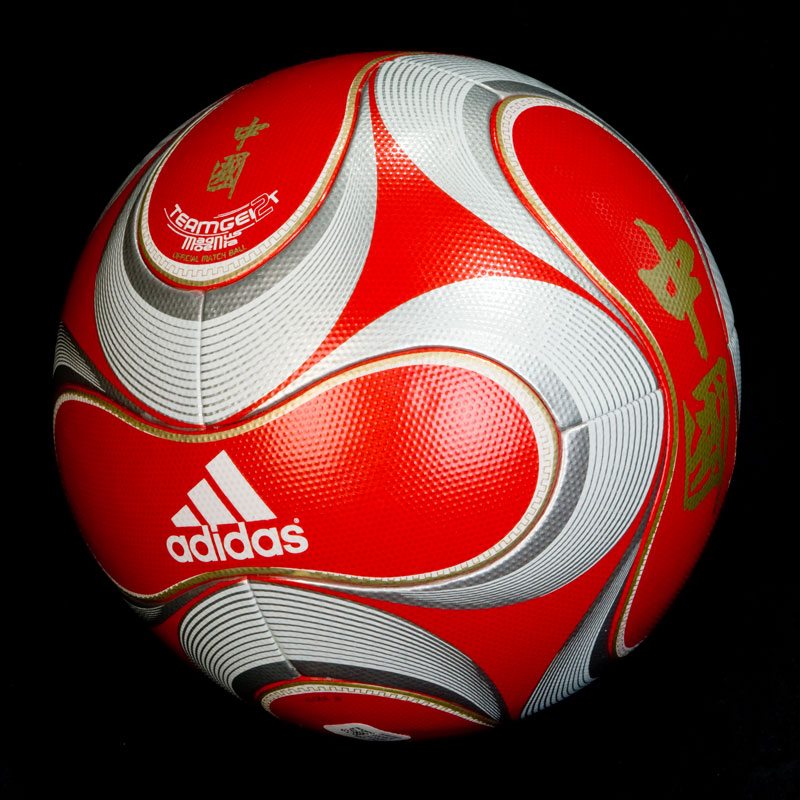
Teamgei2t Magnus Moenia

### 北京オリンピックでの使用
2008年北京オリンピックのサッカー競技では「チームガイストII」が採用されており、特別モデル「マグヌス モエニア」というサブネームが付いたものを使う。これはラテン語で「万里の長城」を意味し、色も赤をベースとしており「中国」の文字が入る。

## ボールのテストに関わった選手・チーム
- ACミラン（アディダスが契約しているチーム）
- 1.FCニュルンベルク（アディダスが契約しているチーム）
- デビッド・ベッカム
- ジネディーヌ・ジダン
- 中村俊輔